# Doble Copacabana GP Fides
De Doble Copacabana GP Fides was een etappekoers in Bolivia die jaarlijks in november werd verreden. De koers was in 2006 en 2007 onderdeel van de UCI America Tour, maar werd na 2007 niet meer verreden. De eerste editie vond plaats in 1997, de winnaar was de Colombiaan Graciano Fonseca. 
De koers had een UCI classificatie van 2.2.